# Andrés Aylwin
Andrés Aylwin Azócar (Viña del Mar, 20 de junio de 1925-Santiago, 20 de agosto de 2018) fue un abogado y político chileno, destacado por su defensa de los derechos humanos durante la dictadura militar de su país. Fue militante del Partido Demócrata Cristiano (PDC) y ejerció como diputado de la República de Chile en dos periodos: 1965-1973 y 1990-1998. Era hermano menor del presidente Patricio Aylwin.

## Biografía
Hijo de Miguel Aylwin Gajardo y Laura Azócar Álvarez; perteneció a una familia de importantes hombres públicos y políticos; hermano del presidente Patricio Aylwin Azócar y de Arturo Aylwin.
Realizó sus estudios básicos y secundarios en el Liceo de San Bernardo Chile, donde ejerció como redactor de la revista "Algo", lanzada en 1942. Ahí publicó el cuento "Adiós tierra", que relata las penurias de una familia campesina tras ser expulsada de su hogar. Al año siguiente, junto a su hermano Patricio Aylwin y Pedro Videla, fundó un periódico quincenal, "el Más", del que alcanzaron a editar seis ejemplares, entre junio y agosto. Cursó los estudios superiores en la Facultad de Derecho de la Universidad de Chile, donde se tituló de abogado, en 1953, con la memoria Estudio crítico de nuestro procedimiento del trabajo.
Una vez titulado, siguiendo su interés por la acción social, ejerció como abogado en el Consultorio Jurídico del Colegio de Abogados de San Bernardo entre 1953 y 1957, llegando a ser el jefe de dicha corporación. Entre 1956 y 1964 trabajó en el Servicio de Asistencia Judicial de Santiago y entre 1963 y 1965 asumió como abogado en el Consejo de Defensa del Estado.
En el ámbito académico, se dedicó a la labor docente como profesor auxiliar de Práctica Forense en la Escuela de Derecho de la Universidad de Chile y en el Liceo Nocturno de San Bernardo.
Estuvo casado por 68 años con Mónica Chiorrini Givovich, de quien enviudó en febrero de 2018, y con quien fue padre de cuatro hijos. Aylwin falleció poco tiempo después, el 20 de agosto de 2018.

## Trayectoria política y pública

### Inicios
Durante los años de universidad inició su trayectoria política incorporándose a la Falange Nacional en 1949. Fue el primer candidato a la presidencia de la Federación de Estudiantes de la Universidad de Chile (FECh), y miembro del Consejo Ejecutivo de la FECh entre 1948 y 1949, año en que actuó como representante de los alumnos ante el Consejo Universitario.
Se integró al Partido Demócrata Cristiano (PDC) en 1957, siendo electo a mediados de la década de 1960 como presidente por la comuna de San Bernardo y luego por la de Providencia, donde ejerció la profesión durante 22 años.

### Primer periodo como diputado (1965-1973)
En 1965 fue elegido diputado por la Octava Agrupación Departamental “Melipilla, San Antonio, San Bernardo y Maipo”, período 1965-1969, integrando la Comisión Permanente de Constitución, Legislación y Justicia; la de Agricultura y Colonización; y la de Trabajo y Seguridad Social. Fue miembro de la Comisión Especial del Plan Camelot, de la Comisión Especial Investigadora de las Actividades de la Sociedad Ganadera Tierra del Fuego en 1969 y de la Comisión Mixta de Presupuestos en 1965. Miembro propietario del Comité Parlamentario Demócrata Cristiano entre 1966 y 1967. Durante este periodo fue autor de iniciativas relacionadas con el problema campesino, entre ellas, la que prohibía las parcelaciones de predios agrícolas sin autorización de la Corporación de la Reforma Agraria (CORA) y leyes de inamovilidad de los trabajadores agrícolas.
En 1967 publicó el libro "Experiencias sindicales campesinas", en el que denunció la situación de injusticia que se vivía en el campo. En el texto hizo un llamado a sus camaradas de partido a que hicieran la lucha del campesino su propia lucha. 
Fue reelecto diputado por la misma Agrupación Departamental durante el período 1969-1973, donde continuó integrando la Comisión Permanente de Constitución, Legislación y Justicia y la de Agricultura y Colonización. Miembro de la Comisión Investigadora de Actos de Violencia en Contra de Campesinos y Funcionarios de la CORA y del Instituto de Desarrollo Agropecuario, INDAP, 1969 y 1970.
En 1973 fue elegido diputado por la misma Octava Agrupación Departamental de Melipilla, San Antonio, San Bernardo y Maipo, período 1973-1977, integrando la Comisión Permanente de Gobierno Interior y la de Agricultura y Colonización de la que fue presidente.

### Trabajo durante la dictadura
Fue uno de los demócrata cristianos que firmó una declaración pública de rechazo al golpe militar del 11 de septiembre de 1973, conocida como «Declaración del Grupo de los Trece». Posteriormente vivió un periodo de relegación en la localidad de Guallatire, entonces Región de Tarapacá, que lo mantuvo alejado de la actividad política.
Una vez conseguida la libertad, ejerció un activo rol en su calidad de abogado en la defensa de los derechos humanos a través de la defensa judicial de los presos políticos y en la recuperación de la democracia participando en el Comité Pro Paz y trabajando en la Vicaría de la Solidaridad. A su regreso del exilio, en 1978, fue elegido presidente de la Agrupación de Abogados Pro Derechos Humanos y director de la Comisión Contra la Tortura desempeñándose como abogado querellante en casos de detenidos desaparecidos.
Andrés Aylwin ha escrito libros relatando su experiencia personal durante la dictadura militar de Augusto Pinochet, editando en 1989 Ocho días de un relegado y Simplemente lo que vi: 1973-1990 y los imperativos que surgen del dolor, en 2003. 
.

### Segundo periodo como diputado (1990-1998)
En 1989 fue elegido nuevamente diputado, pero por el Distrito Nº30, comunas de “San Bernardo, Buin, Paine y Calera de Tango”, Región Metropolitana. Integró la Comisión Permanente de Constitución, Legislación y Justicia, y la de Derechos Humanos, Nacionalidad y Ciudadanía. Se dedicó, fundamentalmente, a procurar la libertad de los presos políticos. A su vez, en el ámbito periodístico ejerció como columnista del diario La Época. Sus columnas dominicales trataban diversos temas: la libertad de los presos políticos, el libre acceso a las playas, la libertad de prensa y la dignidad de las personas de tercera edad.
En 1993 fue reelecto diputado por el Distrito Nº30, período 1994-1998, donde integró la Comisión Permanente de Derechos Humanos, Nacionalidad y Ciudadanía y de la de Constitución, Legislación y Justicia, de la que fue su presidente.

## Reconocimientos

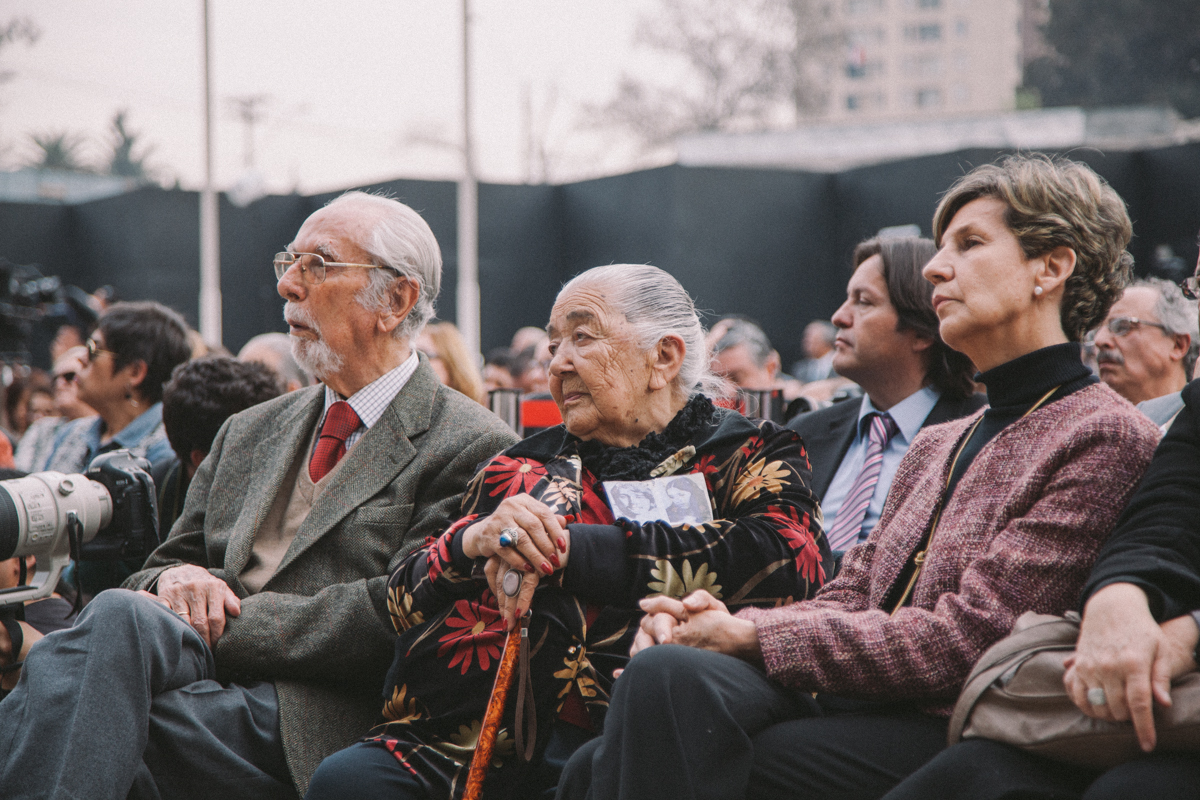
Aylwin junto a Ana González y María Isabel Allende en 2013.

Durante su trayectoria política recibió numerosos galardones por su permanente compromiso y acción en defensa de los derechos humanos. Fue distinguido con el premio Hugo Tapia Arqueros del Colegio de Abogados en enero de 1991 y con el Galardón de la Asociación Latinoamericana de Derechos Humanos, en junio de 1991.
El Servicio de Paz y Justicia le confirió el Premio Monseñor Ovando en marzo de 1991, la misma fecha en que la Comisión de Derechos Humanos de la Región de O'Higgins le hizo entrega del Galardón Monseñor Raúl Silva Henríquez. También el Colegio de Ingenieros de Ejecución lo distinguió por este mismo compromiso.
Al año siguiente, con el apoyo de la Cámara de Diputados y organismos de Derechos Humanos, fue presentado como candidato al Premio Nobel de la Paz. Ese mismo año recibió el premio a la personalidad política más destacada de 1991, «Voz ciudadana 91», otorgado por el Centro de Expresión Ciudadana.

## Historial electoral

### Elecciones parlamentarias de 1969
- Elecciones parlamentarias de 1969 para la 8ª Agrupación Departamental, Melipilla, San Antonio y San Bernardo.[3]

### Elecciones parlamentarias de 1973
- Elecciones parlamentarias de 1973 para la 8ª Agrupación Departamental, Melipilla, San Antonio y San Bernardo.[4]

### Elecciones parlamentarias de 1989
- Elecciones parlamentarias de 1989 para el Distrito 30 (San Bernardo, Buin, Paine y Calera de Tango), Región Metropolitana de Santiago.[5]

### Elecciones parlamentarias de 1993
- Elecciones parlamentarias de 1993 para el Distrito 30 (San Bernardo, Buin, Paine y Calera de Tango), Región Metropolitana de Santiago.[6]